# Terry Dixon
Terry Dixon ( London, 1990. január 15. –) Angliában született, édesanyja révén ír származású labdarúgó.

## Pályafutása

### Tottenham Hotspur
Dixont nyolcéves korában a Tottenham Hotspur egyik korábbi játékosa, Gary Brooke hívta meg az Alexandra Palace nevű gyerekcsapathoz, majd miután meggyőződött róla, hogy elég tehetséges, a Spurshöz is magával vitte. 14 éves korában súlyos térdsérülést szenvedett, ami miatt egy évig nem játszhatott. A 2005/06-os szezonban, 16 évesen 11 meccset játszott az U18-as csapatban.
2006. július 1-jén kapott hivatalos ifiszerződést a Tottenhamtől. A következő hónapban ismét megsérült a térde, ami miatt az egész 2006/07-es idényt ki kellett hagynia. Két nappal a 17. születésnapja után, 2007. január 17-én profi szerződést kapott csapatától. A Spurs úgy tervezte, hogy felépülése után kölcsönadja a Charlton Athleticnek, de 2007 szeptemberében harmadszor is megsérült a térde, ezúttal műteni is kellett. 2008 márciusában szerződést bontottak vele a londoniak.

### West Ham United
2009 februárjában egy három évre szóló szerződést kapott a West Ham Unitedtől, miután sikeresen átesett az orvosi vizsgálatokon. Átigazolása után így nyilatkozott: "Nagy örömmel írtam alá a szerződésemet és boldog vagyok, hogy rendeződött a jövőm. Jövő héten remélhetőleg megkezdhetem az edzéseket és a szezon végére talán már az első csapatba is bekerülhetek. Nagyon zavaróak ezek a sérülések, hiszen sok időt ki kellett hagynom miattuk. A célom, hogy játsszak néhány meccset a tartalékok között és felkerüljek a felnőtt csapathoz. Szeretném visszafizetni a klub bizalmát, ha nem ebben a szezonban, akkor majd jövőre."

## Válogatott
Bár Dixon Londonban született, úgy döntött, válogatott szinten Írországot fogja képviselni. 2006 májusában mindenki nagy meglepetésére Steve Staunton behívta a felnőtt válogatotthoz. A Chile elleni barátságos meccsen végig a kispadon ült. Augusztusban az U21-es csapatba is behívót kapott, és Belgium ellen be is mutatkozhatott.